# Prümregelverket
Prümregelverket är ett regelverk inom unionsrätten som reglerar automatisk sökning och automatiskt utbyte av vissa uppgifter för polissamarbete inom Europeiska unionen. Det skapades ursprungligen mot bakgrund av Prümkonventionen, ett mellanstatligt avtal mellan Belgien, Frankrike, Luxemburg, Nederländerna, Spanien, Tyskland och Österrike som undertecknades den 27 maj 2005 i Prüm, Tyskland. Genom ett beslut av Europeiska unionens råd den 23 juni 2008 införlivades stora delar av konventionens bestämmelser i unionsrätten. Regelverket utökades ytterligare genom en förordning av Europaparlamentet och rådet den 13 mars 2024.
Prümregelverket reglerar utbytet av DNA-profiler, fingeravtrycksuppgifter, vissa uppgifter ur fordonsregister, ansiktsbilder och uppgifter ur polisregister.
Prümregelverket är fullt bindande för alla unionens medlemsstater, utom Danmark, som åtnjuter en särskild undantagsklausul gällande området med frihet, säkerhet och rättvisa och endast omfattas av vissa delar av regelverket. Därutöver har även Island, Liechtenstein, Norge, Schweiz och Storbritannien ingått avtal om tillämpningen av regelverket genom särskilda associeringsavtal. Hittills har dock endast avtalen med Norge och Schweiz trätt i kraft.

## Lagstiftning
- RÅDETS BESLUT 2008/615/RIF av den 23 juni 2008 om ett fördjupat gränsöverskridande samarbete, särskilt för bekämpning av terrorism och gränsöverskridande brottslighet
- RÅDETS BESLUT 2008/616/RIF av den 23 juni 2008 om genomförande av beslut 2008/615/RIF om ett fördjupat gränsöverskridande samarbete, särskilt för bekämpning av terrorism och gränsöverskridande brottslighet
- EUROPAPARLAMENTETS OCH RÅDETS FÖRORDNING (EU) 2024/982 av den 13 mars 2024 om automatisk sökning och automatiskt utbyte av uppgifter för polissamarbete och om ändring av rådets beslut 2008/615/RIF och 2008/616/RIF samt Europaparlamentets och rådets förordningar (EU) 2018/1726, (EU) 2019/817 och (EU) 2019/818 (Prüm II-förordningen)